# Louise Portal
Pour les articles homonymes, voir Lapointe et Portal.
Louise Portal (née Louise Lapointe le 12 mai 1950 à Chicoutimi) est une actrice québécoise, aussi auteure, chanteuse et romancière.

## Biographie
Née à Chicoutimi, Louise Lapointe (Portal) est l'aînée (ex æquo avec sa jumelle Pauline Lapointe) d'une famille de cinq enfants. Ses trois sœurs sont toutes connues dans le monde artistique : Pauline est chanteuse et comédienne; Priscilla écrit, compose, enseigne la musique et le chant; Geneviève est parolière. Son frère, Dominique Lapointe, a fait carrière comme journaliste, animateur et réalisateur à la radio de Radio-Canada (émissions Les Années lumière). Retraité, il est maintenant chroniqueur au mensuel En-Retrait.com et percussionniste.
Durant leur enfance, les quatre filles jouent à se déguiser et à présenter des spectacles de comédie et de chansons, à la maison (jusque sur le toit du garage), puis à l'école primaire et secondaire.
Leur père, Marcel Lapointe (1920-1980), est médecin, ainsi qu'écrivain, romancier, poète et artiste peintre (sous le nom de plume de Marcel Portal).
Louise devient une auteure reconnue, dès les années 1980.
Le fonds d'archives de Louise Portal est conservé au centre d'archives de Montréal de Bibliothèque et Archives nationales du Québec.
En 2022, à l'occasion de ses 50 ans de carrière, elle reçoit le prix Iris-Hommage au Gala Québec Cinéma.

### Son nom
« Vers la fin des années 1960, c'était une mode. Dans mon cas, la raison était plus profonde. Portal est le nom de plume de mon père. Je trouvais très beau son nom de peintre et d'écrivain, Marcel Portal. J'ai eu envie de l'emprunter, parce que je le trouvais artistique. J'ai compris par la suite que, en réalité, c'était une façon de m'identifier à mon père. Je crois que, avec le temps, Portal a aidé Louise à faire son chemin artistique. Louise est la petite fille de Chicoutimi et Portal, ce qu'elle est devenue. C'est ça qui a permis à la petite fille timide de s'extérioriser et d'avoir le vent dans les voiles. Tous mes papiers sont au nom de Portal. Les seules personnes qui m'appellent encore Lapointe sont les gens que j'ai connus dans mon enfance. »

## Filmographie

### Cinéma

#### Longs métrages
- 1972 : La Vie rêvée de Mireille Dansereau : Andrée
- 1973 : Taureau de Clément Perron : Gigi Gilbert
- 1974 : Les Deux pieds dans la même bottine de Pierre Rose : Martine
- 1974 : Les Beaux Dimanches de Richard Martin : Dominique
- 1979 : Mourir à tue-tête de Anne Claire Poirier : La comédienne
- 1980 : Cordélia de Jean Beaudin : Cordélia Viau
- 1982 : Larose, Pierrot et la Luce de Claude Gagnon : Luse
- 1984 : Les Fauves de Jean-Louis Daniel : Dany
- 1986 : Exit de Robert Ménard : Jeanne
- 1986 : Le Déclin de l'empire américain de Denys Arcand : Diane Léonard ; prix Génie
- 1987 : Histoire infâme de Nicole Giguère
- 1987 : Tinamer de Jean-Guy Noël
- 1989 : Mes meilleurs copains de Jean-Marie Poiré : Bernadette Legranbois
- 1993 : Les Amoureuses de Johanne Prégent : Léa
- 1996 : Sous-sol de Pierre Gang : Reine ; prix Guy-Lécuyer
- 1999 : Full Blast de Rodrigue Jean : Rose
- 1999 : Le Grand Serpent du monde de Yves Dion
- 1999 : Quand je serai parti... vous vivrez encore de Michel Brault : Madame Duquet
- 1999 : Souvenirs intimes de Jean Beaudin : Pauline
- 2000 : Les Muses orphelines de Robert Favreau : Jacqueline Tanguay
- 2000 : Saint Jude de John L'Ecuyer : Georgie's Mother
- 2002 : Les Dangereux de Louis Saïa : Johanne
- 2002 : L'Odyssée d'Alice Tremblay de Denise Filiatrault : Blanche-Neige
- 2002 : Séraphin : Un homme et son péché de Charles Binamé : Delphine Lacoste
- 2003 : Les Invasions barbares de Denys Arcand : la Diane Léonard de 1986
- 2004 : Elles étaient cinq de Ghyslaine Côté : Claire
- 2005 : Vers le sud de Laurent Cantet : Sue
- 2006 : De ma fenêtre sans maison... de Maryanne Zéhil : Sana
- 2008 : Les Ennemis du cinéma de Karl Parent : narratrice
- 2009 : Le Bonheur de Pierre de Robert Ménard : Louise Dolbec
- 2009 : Un ange à la mer de Frédéric Dumont : Jacqueline
- 2010 : Lance et compte de Frédérik D'Amours : Mireille Bellavance
- 2011 : Le Bonheur des autres de Jean-Philippe Pearson : Louise
- 2015 : Paul à Québec de François Bouvier
- 2015 : De douces paroles de Shemi Zarhin[9]
- 2019 : Il pleuvait des oiseaux de Louise Archambault : Geneviève
- 2022 : Confessions de Luc Picard : Jacynthe Gallant
- 2024 : Le Grand Vide de Jessy Dupont : Béatrice[10]

#### Courts métrages
- 1974 : Élisa 4 ou les feux de la rampe de Jean Leclerc : La consolatrice
- 1983 : Les trois cerveaux de Gilles Thérien
- 1997 : Nos amours de Diane Beaudry
- 2000 : Romain et Juliette de Frédéric Lapierre
- 2005 : Au cœur brisé de Antoinette Karuna
- 2007 : Turbulence à la périphérie d'une rencontre de Jeannine Gagné
- 2016 : L'Odeur après la pluie de Sara Bourdeau
- 2020 : Roseline comme dans les films de Sara Bourdeau

### Télévision
- 1972-1974 : Clak (série jeunesse) : Chevelue
- 1973-1976 : La P'tite Semaine de Claude Desorcy et Rolland Guay : Nicole Lajoie
- 1975-1977 : Y'a pas de problème de Jean Gaumont, Guy Hoffman et René Verne : Jocelyne
- 1978-1984 : Terre humaine : Isabelle Dantin
- 1979-1982 : Du tac au tac de Lise Chayer et Maurice Falardeau : Patsy Laflamme
- 1987-1989 : Bonjour docteur de Michel Bériault et Louis Plamondon : Julie Clément
- 1992-1995 : Graffiti de Pierre-Yvan Dubuc et Yvon Trudel : Chantal Legault
- 1994 : Les intrépides (2e saison, épisode Un homme) : Maggie (une itinérante)
- 1995 : Les Grands Procès (Affaire Nogaret) de Johanne Prégent
- 1995 : Mayday : Alerte maximum de Jean-Louis Daniel : Julie Roussel
- 1996 : Lobby de Jean-Claude Lord : Geena Fraser-Shrier
- 1997-1998 : Le Volcan tranquille : Françoise Dessables
- 1997-2000 : Diva de Jean-Claude Lord : Doris Tremblay
- 2001 : Fortier de Érik Canuel et François Gingras : Esther Charest (mère incestueuse)
- 2001-2002 : Rivière-des-Jérémie de Bruno Carrière et Jean-Paul Lebourhis : Ginette Lalande
- 2001-2004 : Emma de Stéphane Joly : Madeleine Miro
- 2002-2003 : Tabou de Lyne Charlebois, Louis Choquette et Claude Desrosiers : Manon Lévesque-Vandelac
- 2004 : H2O (en) de Charles Binamé : Marie Lavigne
- 2005-2008 : Nos étés de Lyne Charlebois et Francis Leclerc : Laure-Lou Meunier (58 ans)
- 2006-2008 : Casino : Charlotte Tremblay
- 2010-2014 : Toute la vérité d'Annie Piérard et Bernard Dansereau : Marie-Louise Régimbald
- 2011-2015 : 19-2 de Podz : Marie-Louise
- 2018-2019 : Cheval-Serpent (série TV) : Odile Gauthier
- 2025: Sorcières : Helena Müller/Louise Robinson

## Discographie
- 1981 : Portal (Le beau matou, Jeanne Janvier, Frère écarlate, Barbara Baloune...)
- 1983 : Portal évadée  (T'es parti, Marilyn, Boulevards noirs, Comme si...)
- 1985 : Délire (Cauchemars, Léo de Milano, De l'enfance à la violence, Exilée...)
- 1985 : Fondation Québec-Afrique, projet collectif « Les Yeux de la faim » — artiste invitée
- 1989 : Louise Portal (Knock-out, Vivre, Cœurs solitaires, S.O.S. tendresse, Cinéma, Chicano...)
- 2005 : L'âme à la tendresse (L'amitié, Ton visage, Pendant que, Quand j'aime une fois, j'aime pour toujours...)

## Publications

### Œuvres littéraires
- Où en est le miroir, 
  - Éditions du Remue-ménage, 1979
- Jeanne Janvier, 
  - Montréal, Libre Expression, 1981
- L’enchantée, 
  - Québec-Amérique, 1981
- Portal en chansons, 
  - Trois-Rivières, Écrits des forges, 2001, 132 p., 21 x 13 cm  (ISBN 978-2-89046-659-3)
- Cap-au-Renard, 
  - Montréal, Hurtubise HMH, 2002, 216 p., 13,97 x 21,59 cm  (ISBN 978-2-89428-606-7)[11]
  - en grands caractères : Guy Saint-Jean, collection Focus, 2007
  - Bibliothèque québécoise, 2007, 200 p., format de poche  (ISBN 978-2-89406-280-7)[12]
- L’actrice, 
  - Montréal, Hurtubise HMH, 2004, 352 p., 15,24 x 22,86 cm  (ISBN 978-2-89428-732-3)
- Les mots de mon père, 
  - Montréal, Hurtubise HMH, 2005, 248 p., 13,34 x 21,59 cm  (ISBN 978-2-89428-836-8)
- L’angélus de mon voisin sonne l’heure de l’Amour, 
  - Montréal, Hurtubise HMH, 2007, 208 p., 13,97 X 21,59 cm  (ISBN 978-2-89428-987-7)
- Ulysse et Pénélope — Illustré par Philippe Béha. Prix littéraire Jeunesse 2009 du Salon du livre du Saguenay-Lac-Saint-Jean, 
  - Montréal, Hurtubise HMH, 2008, 44 p., 22 x 22 cm  (ISBN 978-2-89647-118-8)
- Souvenirs d'amour : le journal de mes vingt ans (réédition révisée de Jeanne Janvier, 1981), 
  - Montréal, Hurtubise HMH, 2009, 160 p., 12,5 X 20 cm  (ISBN 978-2-89647-171-3)
- La Promeneuse du Cap, la suite de l'histoire de Murielle
  - Montréal, Hurtubise HMH, 2010, 176 p., 14 x 21,5 cm   (ISBN 978-2-89647-248-2)
- Juliette et Roméo — livre + disque compact, pour enfants de 4 ans et +,
  - Montréal, Hurtubise HMH, 2010  (ISBN 978-2-89647-232-1)
- Les Sœurs du Cap, la fin du cycle de Cap-au-Renard
  - Montréal, Hurtubise HMH, 2013, 120 p., 13,97 x 21,59 cm   (ISBN 978-2-89723-114-9, 978-2-89723-115-6 et 978-2-89723-116-3)

- Aimer encore et toujours - Collectif de plusieurs auteurs québécois, sous la direction de Claire Bergeron,
  - Montréal, Éditions Druide, 2016  (ISBN 978-2-89711-304-9)[13]
- Pauline et moi
  - Montréal, Éditions Druide, 2015  (ISBN 978-2-89711-304-9)[13]
- Louise Portal : aimer, incarner, écrire
  - Montréal, Éditions Druide, 2023, en collaboration avec Samuel Larochelle  (ISBN 978-2-89711-672-9)[14]

## Distinctions

### Gala de l'ADISQ

#### artistique
| Année | Catégorie                                                  | Pour                                                                                      | Résultat   |
| ----- | ---------------------------------------------------------- | ----------------------------------------------------------------------------------------- | ---------- |
| 1982  | spectacle de l'année - musique et chansons                 | Un rendez-vous clandestin                                                                 | nomination |
| 1983  | chanson de l'année                                         | Le beau matou (avec Jean-Pierre Bonin et Monique St-Laurent)                              | nomination |
| 1983  | interprète féminine de l'année                             | Louise Portal                                                                             | nomination |
| 1983  | microsillon de l'année/auteur et/ou compositeur-interprète | Portal                                                                                    | nomination |
| 1983  | révélation de l'année                                      | Louise Portal                                                                             | nomination |
| 1985  | interprète féminine de l'année                             | Louise Portal                                                                             | nomination |
| 1985  | spectacle de l'année - musique et chansons pop             | Du gramophone au laser (avec Jean-Pierre Ferland, Marie-Claire Séguin et Nanette Workman) | nomination |
| 1986  | vidéoclip de l'année                                       | De l'enfance à la violence                                                                | nomination |

#### industriel
| Année | Catégorie                               | Pour                                                              | Résultat   |
| ----- | --------------------------------------- | ----------------------------------------------------------------- | ---------- |
| 1980  | metteur en scène de l'année - spectacle | Louise Portal                                                     | nomination |
| 1980  | scripteur de l'année - spectacle        | Louise Portal                                                     | nomination |
| 1986  | concepteur de vidéoclips de l'année     | Christian Duguay et Louise Portal pour De l'enfance à la violence | nomination |

### Gala Québec Cinéma
| Année | Catégorie                    | Pour                      | Résultat   |
| ----- | ---------------------------- | ------------------------- | ---------- |
| 2000  | meilleure actrice de soutien | Le grand serpent du monde | nomination |
| 2001  | meilleure actrice            | Full Blast                | nomination |
| 2022  | prix Iris-Hommage            | Louise Portal             | lauréat    |

### Prix Gémeaux
| Année | Catégorie                                 | Pour     | Résultat |
| ----- | ----------------------------------------- | -------- | -------- |
| 1994  | meilleur premier rôle féminin : téléroman | Graffiti | lauréat  |
| 1996  | meilleur premier rôle féminin : téléroman | Graffiti | lauréat  |

### Prix MetroStar
| Année | Catégorie                             | Pour          | Résultat   |
| ----- | ------------------------------------- | ------------- | ---------- |
| 1986  | actrice de l'année                    | Louise Portal | nomination |
| 2003  | rôle féminin / téléséries québécoises | Louise Portal | nomination |

### Autres prix
- 1981 - Prix littéraire du CRSBP du Saguenay–Lac-Saint-Jean, Jeanne Janvier
- 2003 - Chevalier de l'ordre de la Pléiade